# Patryk Kuchczyński

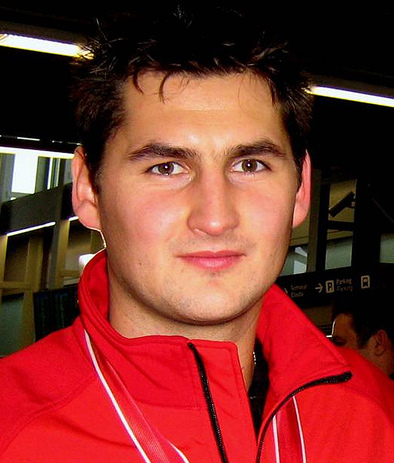
Patryk Kuchczyński (2007)

Patryk Kuchczyński (* 17. März 1983 in Gdynia, Polen) ist ein polnischer Handballspieler. Der 1,83 Meter große und 87 Kilogramm schwere Linkshänder kann als Außenspieler und Rückraumspieler eingesetzt werden. 
Patryk Kuchczyński spielte zunächst bei MKS Brodnica und von 1998 bis 2003 bei Wybrzeże Gdańsk. Seine erfolgreichste Zeit hatte er von 2003 bis 2012 bei KS Vive Targi Kielce, wo er dreimal polnischer Meister und sechsmal polnischer Pokalsieger wurde. Mit diesem Verein spielte er international in der EHF Champions League, dem EHF-Pokal, dem Europapokal der Pokalsieger und im EHF Challenge Cup. Anschließend wechselte er zu Górnik Zabrze und 2015 weiter zu Azoty-Puławy. Seit 2018 spielt er für den polnischen Drittligisten Enea Orlęta Zwoleń.
Patryk Kuchczyński stand im Aufgebot der polnischen Nationalmannschaft, so für die Europameisterschaften 2010, 2012 und 2014 sowie den Weltmeisterschaften 2009 und 2011. Er erzielte 435 Tore in 201 Länderspielen.

## Erfolge
- Polnischer Meister 2009, 2010 und 2012
- Polnischer Pokalsieger 2004, 2006, 2009, 2010, 2011 und 2012